# Brda (khu tự quản)
Khu tự quản Brda (phát âm [ˈbəɾda]; tiếng Slovene: Občina Brda, tiếng Ý: Comune di Collio) là một khu tự quản ở miền tây Slovenia. Nó nằm ở vùng duyên hải Slovenia, kéo dài từ biên giới Ý đến sông Soča. Nó được bao bọc bởi đồi Sabotin (609 mét) ở phía đông và đồi Korada (812 mét) ở phía bắc.
Khu tự quản bao gồm vùng đồi Gorizia thuộc Slovenia. Nó là một trong những vùng nhỏ sản xuất rượu vang quan trọng nhất ở Slovenia. Nó có khí hậu Địa Trung Hải nhẹ và được bảo vệ khỏi gió mạnh Bora thường xuyên thổi trong các bộ phận khác của vùng duyên hải Slovenia.
Nông nghiệp là một phần quan trọng của nền kinh tế địa phương: ngoài nho, anh đào là những sản phẩm nông nghiệp quan trọng nhất trong khu tự quản, tiếp theo là mơ, lê, quả sung, và mận. Cùng vớithung lũng Vipava, Brda cùng cấp hầu hết số lượng hồng ở Slovenia. Một lượng nhỏ dầu ô liu cũng được sản xuất ở đây.
Các giống vang được trồng ở Brda bao gồm Merlot, Cabernet Sauvignon, Pinot noir, Pinot gris, và Sauvignon vert.
Brda là quê hương của nhà thơ Alojz Gradnik, ông sinh ra ở làng Medana.
Người dân ở đây nói một phương ngữ tiếng Slovenia riêng thuộc nhóm phương ngữ duyên hải.